# 悲劇序曲
《悲劇序曲》（德語：Tragische Ouvertüre，作品號81）是由约翰内斯·勃拉姆斯於1880年夏天寫的管弦樂序曲。布拉姆斯以「悲劇」為題意在用來強調此序曲的洶湧和受折磨的氣氛；此曲也和他在1880年所寫的《學院節日序曲》形成強烈對比。值得留意的是，悲劇序曲和學院節日序曲是沒有任何緊接的戲劇內容，因為布拉姆斯對歌劇並不感興趣。對布拉姆斯而言，音樂是用來強調其感受和情感。布拉姆斯形容他所寫的序曲為「一笑一哭」；學院節日序曲為興高采烈的歌曲，而悲劇序曲則為憂鬱的歌曲。
布拉姆斯在悲劇序曲中引用了《第二交響曲》第四樂章的調子。
悲劇序曲含有三個旋律，調子為D小調:
- Allergro ma non troppo (不太過分地急速)
- Molto più moderato (稍快的中板)
- Tempo primo ma tranquillo (平靜的)

此曲的配器有短笛、兩枝長笛、兩枝雙簧管、兩枝單簧管、兩枝巴松管、四枝圓號、兩枝小號、三枝長號、大號、定音鼓和弦樂器。
悲劇序曲在1880年12月26日於維也納首演。這曲的演奏時間大約少於15分鐘。